# نجلاء بوريال
 نجلاء بوريال حرم المجيد (27 أكتوبر 1970 - الآن)، هي سياسيّة تونسيّة وعضو في المجلس الوطني التأسيسي عن حزب التحالف الديمقراطي.

## حياتها الشخصية والمهنية

### نشأتها
ولدت نجلاء بوريال في تونس العاصمة يوم 27 أكتوبر 1970، وزاولت تعليمها الابتدائيّ في المدرسة الابتدائية بباب منارة ثمّ التحقت بالمدرسة الإعداديّة معقل الزّعيم قبل أن تختم دراستها الثّانويّة بالمعهد الثانوي التقني بتونس.
منذ سنّ الخامسة عشر تقريبا، بدأت تنشط مع الهلال الأحمر التونسي، ثمّ أصبحت فيه عضوا بعد ذلك، وكان لهذا الاختيار دور مهمّ في تحديد مستقبلها الدّراسيّ والمهنيّ.
بعد حصولها على الباكالوريا، التحقت نجلاء في مرحلة أولى بالمعهد العالي للإعلامية بتونس، ثمّ انتقلت لدراسة التخدير في المدرسة العليا لعلوم وتقنيات الصحة بتونس، وتخرّجت منها سنة 1993 بشهادة تقني سامي في التبنيج.

### مسيرتها المهنية
بعد ختم دروسها، بقيت نجلاء عاطلة عن العمل لمدّة تناهز 3 سنوات، فاستغلّت فترة الفراغ هذا للاشتراك في دورة تكوينيّة لتصفية الدّم، ومباشرة بعد ذلك، حصلت على عملها الأوّل في مصحّة خاصّة، وبقيت فيها حوالي 3 سنوات.
بعد ذلك، انتقلت إلى العمل بمصحّة خاصّة أخرى بقليبية كمسؤولة على الطّاقم شبه الطّبّي، وبقيت في هذه الوظيفة حوالي 15 سنة، حتّى وقع طردها تعسّفيّا مباشرة بعد الثّورة بسبب نشاطها النّقابيّ الّذي اتّسم بمساندتها لحقوق العمّال والمرضى.

### حياتها الخاصة
تزوّجت نجلاء بوريال من لطفي المجيد، ورزق الزّوجان بابن وبنت. وتعيش العائلة بقليبية.

## مسيرتها السياسية

### انتخابات المجلس التأسيسي
لم يعرف لنجلاء أيّ نشاط سياسيّ قبل الثّورة، إذ كان أوّل ظهور سياسيّ لها في الانضمام إلى الحزب الديمقراطي التقدمي بُعيد الثّورة، والتّرشّح على رأس قائمة الحزب عن دائرة نابل الأولى إلى انتخابات المجلس الوطني التأسيسي، وقد فازت في هذه الانتخابات والتحقت بالمجلس الّذي بدأ عمله في 22 نوفمبر 2011.

### الحزب الديمقراطي التقدمي والتحالف الديمقراطي
لم تكن نتائج هذه الانتخابات مرضية للحزب الديمقراطي التقدمي، فمرّ بتغييرات كبرى نتج عنها حلّه في الأخير وتأسيس أغلب أعضائه لحزب جديد أكبر هو الحزب الجمهوري. لكنّ نجلاء وبعض زملائها خيّروا الانشقاق عن هذا التّوجّه وأكّدوا تمسّكهم بمبادئ حزبهم المنحلّ وتوجّهاته القديمة ورفضهم لما حصل، وأطلقوا على اسمهم تسمية التيار الإصلاحي في الحزب الديمقراطي التقدمي في مرحلة أولى، ثمّ أسّسوا حزبا جديدا مع عدد من الأحزاب والشّخصيّات المستقلّة الأخرى في مرحلة ثانية، وأطلقوا عليه اسم التحالف الديمقراطي.

### نشاطها في المجلس
تعتبر نجلاء بوريال من أكثر النّوّأب الملتزمين بالحضور وبالعمل داخل المجلس. وهي عضو في لجنة التشريع العام وهي لجنة تشريعيّة، وفي لجنة الإصلاح الإداري ومكافحة الفساد وفي لجنة فرز الترشحات لعضوية الهيئة العليا المستقلة للانتخابات وهما لجنتان خاصّتان.

### مقاطعتها لعمل المجلس
غداة اغتيال النائب محمد البراهمي، أعلن عدد من زملائه عن تجميد نشاطهم بالمجلس الوطني التأسيسي والمطالبة بحلّه وبإسقاط الحكومة، ودخلوا في اعتصام مفتوح لهذا الغرض أمام مقرّ المجلس بباردو، وكانت نجلاء بوريال من بين هؤلاء النّوّأب.